# Karim Szahir
Karim Szahir - (również Karim Szahr), stadium rozwoju tzw. protoneolitu Zagrosu, następuje po kulturze/fazie Zawi Szemi Szanidar. Najwcześniej datowane znaleziska tej kultury pochodzą z poł. IX tys. p.n.e. jednak okres pełnego rozwoju tej kultury następuje na przełomie IX i VIII tys. p.n.e. Kultura ta trwała około 1500 lat, rozwinięto osadnictwo i produkcję żywności, podjęto pierwsze próby wytwarzania ceramiki. Od połowy VII tys. p.n.e. na terenie Zagrosu kończy się protoneolit i rozpoczyna się etap wczesnoneolityczny.

## Podział na fazy
Stanowisko eponimiczne (Karim Szahir) tej kultury pochodzi z najwcześniejszego okresu, podobne stadia rozwojowe reprezentują stanowiska Gandż Dareh "E" i Tepe Asib, bardziej już rozwinięte formy budownictwa odkryto w Tell M'lefaat. Rozwój jeszcze bardziej zaawansowanego stadium kultury Karim Szahir zaobserwowano w znaleziskach w Ali Kosh (również zw. "Ali Kusz" i "Ali Kosz", faza Bus Mordeh) i Gandż Dareh "D" (i późniejsze).

### Karim Szahir
Społeczność myśliwsko-zbieracka, na stanowisku Karim Szahir odnaleziono resztki sezonowego obozowiska, są to pozostałości prymitywnych brukowań podłóg szałasów. Płytkość warstwy wskazuje na krótki okres zamieszkiwania, brak śladów stałego budownictwa. Wokół szałasów znajdowały się liczne jamy. Wszystkie odnalezione kości należą do dziko żyjących zwierząt, głównie owiec i kóz. Polowano na ptaki i zbierano ślimaki. O zbieractwie dzikich zbóż świadczą znaleziska krzemiennych ostrzy sierpaków z charakterystycznymi wyświeceniami oraz nieliczne kamienne moździerze i rozcieracze.
Dużo staranniejsza niż w kulturze Zawi Szemi Szanidar jest obróbka kamiennych narzędzi, są to głównie wióry i odłuki z wnękami (70%). Mieszkańcy obozowiska używali także kamienia do wykonywania ozdób, bransolety i pierścienie wykonywano z marmuru. Proste narzędzia i ozdoby wykonywano również z kości.
Ważnym znaleziskiem są dwie małe bezkształtne figurki z lekko wypalanej gliny. Jest to pierwszy przypadek wykorzystania tego surowca w tej części Bliskiego Wschodu do produkcji jakiś wyrobów.

### Gandż Dareh "E" i Tepe Asib
W Gandż Dareh (zach. Iran, rejon Kermanszah) w warstwie "E" odkryto pozostałości sezonowego obozowiska zabudowanego najprawdopodobniej szałasami. Na stanowisku odkryto ok. 30 owalnych zagłębień wyciętych w calcu o głębokości ok. 0,5 m i średnicy od 80 do 170 cm. Ponieważ niekiedy jamy te wypełnione są popiołem, przypuszcza się, że były to jamy paleniskowe służące do pieczenia potraw lub ogrzewania (na wysokości 1350 m n.p.m., gdzie leży to stanowisko w porze zimowej panują znaczne chłody). Licznie reprezentowane jest wyposażenie kamienne, jednak brak moździerzy, rozcieraczy i kamiennych gładzonych naczyń. Znaleziono natomiast liczne już figurki gliniane przedstawiające prymitywnie ulepione postacie kobiece i zwierzęce.
Najciekawszym znaleziskiem z warstwy "E" jest fragment naczynia ceramicznego datowanego metodą radiowęglową na 8450 p.n.e., zdobionego punktowymi nacięciami (jest to izolowane znalezisko i nie potwierdzone innymi datowaniami). Może to być najstarszy na Bliskim Wschodzie przykład wytwarzania naczynia z wypalanej gliny.
Tepe Asib to stanowisko prawdopodobnie o tysiąc lat późniejsze. Położone na wysokości 1400 m n.p.m. Odkryto tam obozowisko macierzyste zamieszkiwane okresowo pomiędzy lutym i kwietniem. Mieszkańcy budowali już solidniejsze schronienia, odsłonięto fragment półziemianki o średnicy prawdopodobnie 10 m. Brak śladów wsporników uniemożliwia odtworzenie sposobu przekrycia tej konstrukcji. Wspólnota ta była bardziej zaawansowana w rozwoju od Karim Szahir, swoją gospodarkę myśliwsko-zbieracką wspierała już prawdopodobnie hodowlą kozy.

### Tell M'lefaat
Na stanowisku Tell M'lefaat odsłonięto pozostałości kolistych i owalnych półziemianek z kamiennymi podłogami, zagłębionych w ziemi na ok. 120 cm, czasami posiadających jamy paleniskowe w środku. Wymiary półziemianek to ok. 3,5 x 2,7 m; potem powiększone do wymiarów 4 x 3 m. Prawdopodobnie nie jest to już tylko obozowisko lecz osada półstała. Przemysł kamienny posiada liczne analogie z przemysłem z Karim Szahir, lecz narzędzia są staranniej wykonane. Licznie występują moździerze, żarna, płytkie misy kamienne czy gładzone toporki. Obficie występują już wyroby gliniane np. lekko wypalone figurki (przedstawiające owce i bydło rogate), paciorki i kulki. Stanowisko datowane na okres 7000-6500 p.n.e.

### Ali Kosh
W Ali Kosh można zaobserwować już bardziej rozwiniętą fazę kultury Karim Szahir. warstwy C1 i C2 tego stanowiska datowano na 7800-7000 p.n.e. i wydzielono jako stadium Bus Mordeh. Pierwsi mieszkańcy Ali Kosh przybyli z wyżyn Luristanu już z opanowaną prymitywną uprawą zbóż i hodowlą owiec. Potrafili także trzymać w niewoli stada kóz (szczątki kóz są dziesięciokrotnie liczniejsze od kości owiec). 
Dzikie zboża, które ze sobą przynieśli nie rosną w Zagrosie poniżej 300 m n.p.m. (a Ali Kosh znajduje się na poziomie 145 m n.p.m.) więc wyciągnięto wniosek, że z uprawą musieli zapoznać się na wyżynie. Znali uprawę pszenicy płaskurki i dwurzędowego jęczmienia okrytego, również pszenicę samopszę. Zapasy zbóż przechowywano w koszach, niekiedy umocnionych z zewnątrz smołą. Jednak zbieractwo dostarczało nadal 90% pokarmu roślinnego, były to głównie wyka, komosa, kapar, lucerna, groszek i inne. Hodowlę uzupełniali polowaniem i rybołówstwem, polowali głównie na gazele.
W Ali Kosh w fazie Bus Mordeh założono osadę zabudowaną prostokątnymi chatami o małych pomieszczeniach o długości do 220 cm. Podłogi wykonywano z ubitego mułu lub gliny i pokrywano matami. Ściany chat układano z wycinanych w lokalnych pokładach gliny małych płyt ułożonych jak cegły w murze. Wejścia miały do 1,5 m szerokości. Brak w chatach palenisk.
Przemysł kamienny tej kultury to głównie w 90% nieretuszowane wióry krzemienne, dodatkowo drapacze, mikrolity używane jako wkładki do sierpów. Nieliczne są narzędzia z obsydianu importowanego z okolic jeziora Wan. Znaleziono również kamienne misy, wapienne i wykonane z piaskowca żarna, gładziki i kopaczki.
Kultura Ali Kosh w fazie Bus Mordeh reprezentuje końcowy etap rozwoju protoneolitycznej kultury Zagrosu. Ludność nie jest jeszcze w pełni osiadła, jest raczej wpół osiadłą wspólnotą rolniczo-pasterską jednak reprezentuje już kulturę o cechach neolitycznej gospodarki, produkującej żywność.

### Gandż Dareh "D" i późniejsze
W warstwie "D" stanowiska Gandż Dareh odsłonięto małą wiejską osadę z solidnymi chatami zbudowanymi z cegły mułowej. datowanie metodą radiowęglową wskazało na okres od ok. 7290 do 6940 p.n.e. Zabudowa to ciasno stłoczone, jednoizbowe chaty. W osadzie prawdopodobnie nie było uliczek pomiędzy domostwami, wchodzono do środka przez otwory w dachach. Długość cegieł dochodziła do 1m. Stosowano również technikę polegającą na naprzemiennym układaniu pasów ubitego mułu i gipsowej zaprawy. Mała powierzchnia pomieszczeń (1 m kw.) wskazuje, że mogą to być magazyny żywności nad którymi wznoszono dopiero właściwe pomieszczenia mieszkalne. 
Ceramika występuje już powszechnie, lekko wypalana z gliny z dużą domieszką sieczki. Wykonywano różne naczynia od małych do dużych naczyń zasobowych. Inne obiekty wypalane z gliny to figurki ludzkie z szypułkowatymi głowami i w przypadku postaci kobiecych - spiczastymi piersiami. Znaleziono bardzo liczne figurki zwierzęce przedstawiające owce i brodate kozły.
W warstwach "C", "B" i "A" odnaleziono zbudowane na planie prostokąta domy wieloizbowe z paleniskami w środku, budowane podobną techniką jak w warstwie "D". Odnaleziono również piec do wypieku pieczywa lub wypału ceramiki. Przemysł kamienny bazuje na surowcu krzemiennym, brak narzędzi obsydianowych. Występują liczne narzędzia i wyposażenie jak rozcieracze i moździerze z wapienia. Znaleziono 40 pochówków, głównie w warstwie "D". Dary grobowe występują najczęściej w pochówkach niemowlęcych i dziecięcych (paciorki), czasami pochówki dziecięce umieszczano pod podłogą domu.
Gospodarkę tej fazy w Gandż Dareh określa się już jako rolniczo-hodowlaną, podstawę hodowli stanowiła udomowiona koza .